# Honda ZR-V
Honda ZR-V — компактный кроссовер, выпускающийся компанией Honda с 7 июня 2022 года в Северной Америке под названием Honda HR-V. 

## История

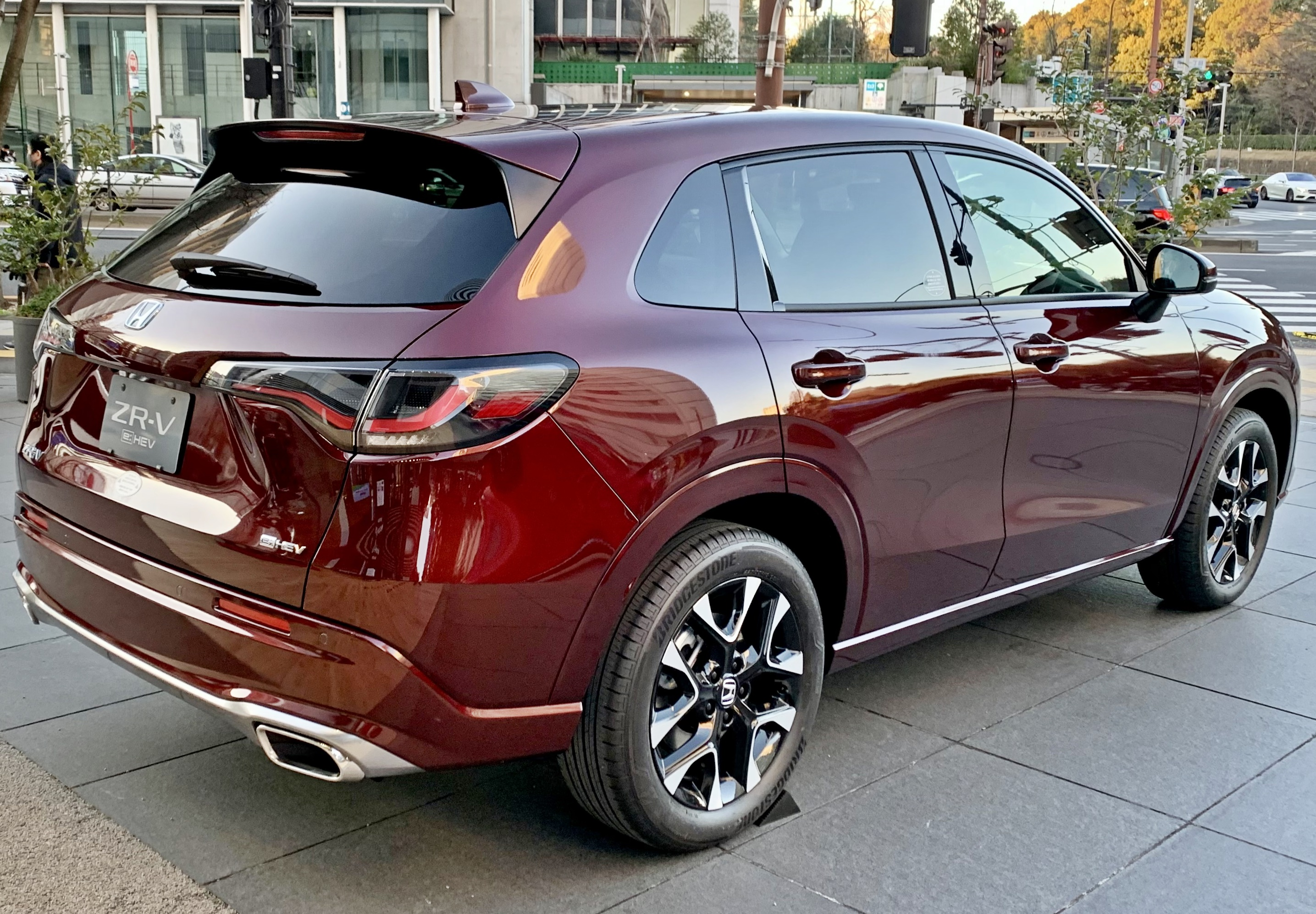
Вид сзади

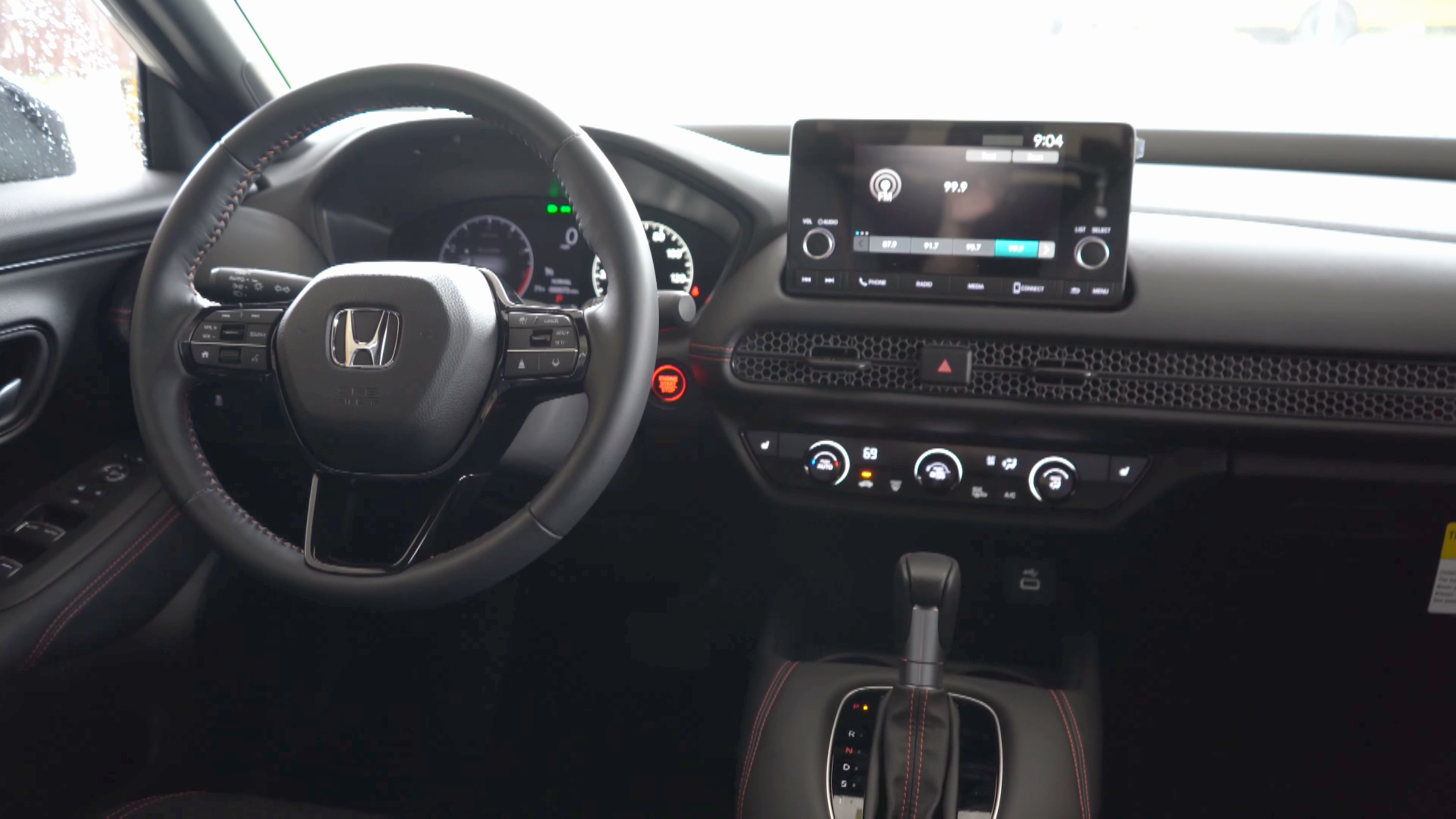
Интерьер

Впервые автомобиль Honda ZR-V был представлен в США 4 апреля 2022 года. В иерархии автомобиль заполняет промежуток между Honda HR-V и Honda CR-V.
Автомобиль производится на той же платформе, что и Honda Civic одиннадцатого поколения.
В Северной Америке автомобиль производится с 7 июня 2022 года. Продажи ожидаются в 2023 году.
Автомобиль оснащён двигателем внутреннего сгорания объёмом 2 литра и мощностью 158 л. с.
Отделки автомобиля: LX, Sport и EX-L.
В 2023 году он получил 4 звезды рейтинга Euro NCAP.